# Mick Martin
Pour les articles homonymes, voir Martin.
Michael Paul « Mick » Martin, né le 9 juillet 1951 à Dublin (Irlande), est un footballeur international irlandais.
Ce milieu de terrain compte 51 ou 52 sélections et 4 buts en équipe d'Irlande entre 1971 et 1983.

## Biographie
Révélé aux Bohemians FC où il devient international, Martin évolue par la suite en Angleterre (Manchester United en 1973, West Bromwich Albion en 1975, Newcastle United de 1978 à 1984). Sa dernière sélection date d'avril 1983.
En 1984, il tente alors l'aventure aux Whitecaps de Vancouver au Canada, puis rentre en Grande-Bretagne où il termine sa carrière dans des clubs plus modestes : Cardiff City, Peterborough United, Rotherham United et Preston North End, de 1985 à 1987.
Son père Con Martin, son frère Con Martin Jr et son neveu Owen Garvan sont également footballeurs professionnels.

## Sources
- (en) Stephen McGarrigle, The Complete who's who of Irish international football : 1945-1996, Edimbourg, Mainstream Publishing, octobre 1996, 237 p. (ISBN 1-85158-894-9), p. 134-136